# محمدرضا صالحی
محمدرضا صالحی (زاده ۱۳۳۷ در گرگان) استاندار خراسان شمالی در دولت یازدهم و سال ابتدایی دولت دوازدهم بوده است.

## سوابق
- معاون پشتیبانی نهاد ریاست‌جمهوری ایران
- استاندار خراسان شمالی
- دبیر کاروان دولت تدبیر و امید
- مشاور نهاد ریاست‌جمهوری ایران و مشاور وزیر کشور ایران
- سرپرستی استانداری‌های بوشهر و مازندران
- مدیرکل دفتر هماهنگی امور اقتصادی وزارت کشور ایران
- معاون سیاسی استانداری‌های بوشهر و مازندران
- فرمانداری گرگان و بندر لنگه
- سرپرست فرمانداری آق‌قلا
- مشاور معاون برنامه‌ریزی سازمان بازرسی کل کشور
- رئیس بنیاد مستضعفان استان گلستان
- رئیس آموزش و پرورش علی‌آباد کتول